# Lago Qarhan
El lago Qarhan, o también Chaerhan o Cha'erhan (en chino, 察尔汗盐湖 o 察尔汗盐池) es un salar localizado en la provincia occidental china de Qinghai, en el sur de la cuenca de Qaidam.  Su ortografía oficial china es Qarhan Yanhu y es el mayor lago salado seco del país. Se encuentra en el área del xián de Dulan y la ciudad de Golmud, en la prefectura autónoma mongol y tibetana de Haixi, y está situado a 60 km al norte de la ciudad de Golmud. Se trata de un importante depósito de cloruro de potasio, que tiene cloruro de sodio para satisfacer las necesidades humanas en todo el mundo durante mil años.
La playa del lago Qarhan tiene una superficie de 5.856 km²  y es una de las mayores superficies de playa en el mundo, en la que hay nueve lagos de agua salada: Dabiele (Dabieletan, Bieletan), Xiaobiele (Xiaobieletan), Sheli (Suli Hu), Xidabuxun, Dabuxun (Dabsan Hu), Tuanjie, Nanhuobuxun (Nan Hu Hulsan), Beihuobuxun (Bei Hulsan Hu), y Xiezuo.
El lago Dabuxun, que se encuentra en la parte occidental de la cuenca del Qarhan, es el más grande de los lagos (184 km²). Sus profundidades varían de 20 cm a 1 m, su contenido de sal es de 165 g/l a 360 g/l, y los valores de pH están entre 5,4 y 7,85. Es una cuenca endorreica alimentada por siete ríos intermitentes y seis permanentes.
En dirección este-oeste se extiende más de 160 km y en dirección norte-sur de 20-40 km; sus capas de sal tienen de 2 a 20 m de espesor y se encuentra a 2.670 m sobre el nivel del mar.
La carretera de Golmud a Dunhuang y una sección de la línea férrea Qinghai-Tíbet (ferrocarril de Lhasa) discurre sobre las capas de la sal.
El lago salado Qarhan Qinghai es un parque estatal minero china .